# روي أ. بنجامين
روي أ. بنجامين (بالإنجليزية: Roy A. Benjamin)‏ هو مهندس معماري أمريكي، ولد في 1888، وتوفي في 1963.